# Тросна (Орловская область)
Тросна́ — село в Орловской области России, административный центр Троснянского района и Троснянского сельского поселения. Населённый пункт воинской доблести (05.05.2015).

## Физико-географическая характеристика
Село расположено в 65 км к югу от города Орёл у истока реки Тросна (бассейн Оки) на Среднерусской возвышенности в центре Восточно-Европейской равнины и в 30 км от Михайловского водохранилища на реке Свапа. Территория представляет собой приподнятую холмистую равнину и отличается большой изрезанностью.

### Время
Тросна, как и вся Орловская область, находится в часовой зоне МСК (московское время). Смещение применяемого времени относительно UTC составляет +3:00. Время в селе Тросна опережает географическое поясное время на один час.

### Климат
Тросна удалена от моря и отличается умеренно—континентальным климатом (в классификации Кёппена — Dfb), который зависит от северо-западных океанических и восточных континентальных масс воздуха, взаимодействующих между собой и определяющих изменения погоды. Зима умеренно прохладная. Периодически похолодания меняются оттепелями. Лето неустойчивое, со сменяющимися периодами сильной жары и более прохладной погоды.
Атмосферные осадки выпадают в умеренном количестве, по месяцам распределяются неравномерно. Наибольшее их количество выпадает в летнее время. Увлажнение достаточное.

## История
В 1861 году село становится центром Тросненской волости Кромского уезда Орловской губернии. 

С 30 июля 1928 года село Тросна является центром Троснянского района Орловского округа Центрально-Чернозёмной области (с 1944 года — Орловской области). 

С 1 января 2006 года Тросна также является центром Троснянского сельского поселения, объединяющего 24 населённых пунктов.

## Население
| 1939 | 1959  | 1989  | 2002  | 2010  |
| ---- | ----- | ----- | ----- | ----- |
| 1542 | ↘1497 | ↗2346 | ↗2662 | ↘2530 |

## Религия
В селе располагается действующий Свято-Успенский храм. Освящение состоялось 5 сентября 2005 года.

## Известные уроженцы
- Абашкин, Владимир Дмитриевич (р. 10 февраля 1935 год) — бригадир монтажников СУ-118 треста «Азовстальконструкция». Герой Социалистического труда.